# Nicolas Bataille
Nicolas Bataille (14 de marzo de 1926 28 de octubre de 2008) fue un actor y director teatral, cinematográfico y televisivo de nacionalidad francesa. 

## Biografía
Nacido en París, Francia, era hijo de un arquitecto parisino. Bataille, cuyo verdadero nombre era Roger Louis, debutó en la pantalla durante la Ocupación nazi, tras haberse formado con René Simon, Tania Balachova, y en los estudios Francœur, de la actriz Solange Sicard.
Extra en Les Enfants du paradis, de Marcel Carné, hizo sus primeros papeles destacados tras finalizar la Segunda Guerra Mundial. En 1948 montó, junto a Akakia-Viala, el espectáculo Une saison en enfer, a partir del poema de Arthur Rimbaud, recibiendo el premio de vanguardia de las jóvenes compañías. Al año siguiente, forjó con Akakia-Viala un falso texto de Rimbaud : La Chasse spirituelle, que se publicó en Combat el 19 de mayo de 1949, y después en el Mercure de France. 
A principios de los años 1950, recibió L'Anglais sans peine, primera obra inédita de un autor francés de origen rumano entonces desconocido, Eugène Ionesco. La amistad de la familia de Claude Autant-Lara, que le dio el vestuario para la obra Occupe-toi d'Amélie, le permitió representar en el Théâtre des Noctambules la pieza de Ionesco, que se tituló La cantante calva. Tras un fracaso de público y crítica, él la retomó gracias al posterior éxito de su autor y al apoyo económico de Louis Malle, siendo llevada a escena el 11 de mayo de 1957 en el Teatro de la Huchette, convirtiéndose en una de las obras teatrales más veces representadas en Francia.
Bataille prosiguió con su actividad teatral, montando en 1964 La filosofía en el tocador, a partir del Marqués de Sade, pieza rápidamente prohibida aunque se representó. También llevó a escena L'Été, de Romain Weingarten, con Jean-François Adam en 1966, y L'Elève de Brecht, de Bernard Da Costa en 1984. Con Le Cirque, de Claude Mauriac, obtuvo el premio Georges-Pitoëff de la Société des auteurs et compositeurs dramatiques. También se interesó en la comedia musical, representando Twist Appeal con Vince Taylor en 1962, las obras de Filippo Tommaso Marinetti, y Offenbach, tu connais ? en los años 1990. 
Renombrado escenógrafo, tanto en Francia como en Japón recibió varios premios entre 1969 y 1976. Fue durante un tiempo intérprete de Louis Malle, que le dirigió en tres de sus películas (Ascensor para el cadalso, Zazie dans le métro y Vie privée). También trabajó con Jean Dréville, que le dio un papel en Normandie-Niémen, y con Jacques Tati, para el cual actuó en Mi tío.
Nicolas Bataille falleció en París, Francia, en el año 2008, a causa de un tumor cerebral.

## Teatro

### Autor
- 1991 : Les Nuits de Terayama, a partir de Terayama Shūji, Teatro de la Huchette
- 1992 : Lautrec sur la butte, de Ornella Volta y Nicolas Bataille, Teatro de la Huchette
- 1997 : Viva Maïakovski, Teatro de la Huchette
- 2000 : En route vers le Tokaïdo, a partir de  Jippensha Ikku, Teatro de la Huchette

### Actor
- 1950 : La cantante calva, de Eugène Ionesco, escenografía de Nicolas Bataille, Théâtre des Noctambules
- 1957 : La Lettre perdue, de Ion Luca Caragiale, escenografía de Marcel Cuvelier, Théâtre des Célestins
- 1957 : Scabreuse Aventure, de Fiódor Dostoyevski, escenografía de Georges Annenkov, Théâtre du Vieux-Colombier
- 1959 : Tueur sans gages, de Eugène Ionesco, escenografía de José Quaglio, Théâtre Récamier
- 1961 : Le Grain sous la neige, de Daniel Guérin, escenografía de Maurice Jacquemont, Teatro de la Alliance française
- 1963 : Le Roi se meurt, de Eugène Ionesco, escenografía de Jacques Mauclair, Festival du Jeune Théâtre Lieja
- 1965 : La Conversation, de Claude Mauriac, escenografía de Nicolas Bataille, Théâtre de Lutèce
- 1966 : L'Été, de Romain Weingarten, escenografía de Jean-François Adam, Théâtre de Poche Montparnasse
- 1975 : Safari dans un placard, de Alain Bernier y Roger Maridat, escenografía de Nicolas Bataille y Jacques Legré, Théâtre La Bruyère
- 1985 : Le Jardin des supplices, a partir de Octave Mirbeau, escenografía de Nicolas Bataille, Teatro de la Huchette
- 1989 : Les Mystères de la Révolution, de Roger Défossez, escenografía de Nicolas Bataille, Teatro de la Huchette
- 1989 : L'Impromptu du Palais-Royal, de Jean Cocteau, escenografía de Nicolas Bataille, Teatro de la Huchette
- 1989 : La pluie n'est pas du tout ce que l'on croit, de Jean-Pierre Daumas, escenografía de Jacques Legré, Teatro de la Huchette
- 1990 : Diablogues de sourds, de Roland Dubillard, escenografía de Nicolas Bataille y Jacques Legré, Teatro de la Huchette
- 1990 : Et moi et moi !, de Maria Pacôme, escenografía de Jean-Luc Moreau, Théâtre Saint-Georges
- 1994 : Hollywood Ciné Flash, de Rog Lewis Battelni, escenografía de Nicolas Bataille, Teatro de la Huchette
- 1995 : Colette music-hall, de Gérard Bonal, escenografía de Jacques Legré, Teatro de la Huchette
- 1996 : Théâtre en miettes, de Eugène Ionesco, escenografía de Marcel Cuvelier, Teatro de la Huchette
- 1997 : Viva Maïakovski, de Nicolas Bataille, escenografía del autor, Teatro de la Huchette
- 1999 : L’Heure verte, de Roger Défossez, escenografía de Nicolas Bataille, Teatro de la Huchette
- 2000 : En route vers le Tokaïdo, de Nicolas Bataille a partir de Jippensha Ikku, Teatro de la Huchette
- 2001 : Les Plaisirs scélérats de la vieillesse, de Michel Philip, escenografía de Nicolas Bataille, Teatro de la Huchette
- 2002 : Histoires de On, de Jean-Claude Grumberg, escenografía de Marcel Cuvelier, Teatro de la Huchette
- 2003 : Kidnappée !, de Jean Renault, escenografía de Nicolas Bataille, Teatro de la Huchette

### Director
- 1948 : Una temporada en el infierno, de Arthur Rimbaud
- 1949 : Ensayos, de Michel de Montaigne
- 1949 : La Légende de Thyl Eulenspiegel, de Charles de Coster, Théâtre de Poche Montparnasse
- 1950 : La cantante calva, de Eugène Ionesco, Théâtre des Noctambules
- 1952 : Los endemoniados, de Fiódor Dostoyevski
- 1953 : Le Chat dans la cage, de Howard Richardson
- 1957 : L'Abominable Honnête Homme, de Charles Magnien, Teatro de la Huchette
- 1957 : La cantante calva, de Eugène Ionesco, Teatro de la Huchette
- 1959 : L'Honorable Partie de campagne, de Thomas Raucat, Teatro de los Campos Elíseos
- 1960 : Le Voleur de blues, de Akakia-Viala, Teatro de la Huchette
- 1960 : La Buanderie, de David Guerdon, Teatro de la Huchette
- 1960 : L'Honorable Partie de campagne, de Yvonne Vineuil, Teatro de los Campos Elíseos
- 1962 : La Femme-femme, de Jean-Pierre Ferrière, Comédie de Paris
- 1964 : La filosofía en el tocador, a partir del Marqués de Sade
- 1964 : Le Dernier des métiers, de Boris Vian, La Grande Séverine
- 1965 : Archiflore, de Jeannine Worms, Grand-Guignol
- 1965 : La Conversation y Les Parisiens du dimanche, de Claude Mauriac, Théâtre de Lutèce
- 1975 : Safari dans un placard, de Alain Bernier y Roger Maridat, escenografía con Jacques Legré, Théâtre La Bruyère
- 1983 : Le Cirque, de Claude Mauriac, Teatro de la Huchette
- 1983 : Spectacle d’ombres chinoises, de Francis Boucrot y Édouard de Baillancourt, Teatro de la Huchette
- 1984 : Assassino, assassino, de Jean-Yves Rogale, La Pépinière-Théâtre
- 1984 : Bonsoir Prévert, de Nicolas Bataille, Teatro de la Huchette
- 1984 : Offenbach, tu connais ?, de Roger Défossez, Teatro de la Huchette
- 1985 : El jardín de los suplicios, a partir de Octave Mirbeau, Teatro de la Huchette
- 1986 : Les Mystères de Paris, de Roger Défossez a partir de Eugène Sue, Teatro de la Huchette
- 1986 : On ne meurt pas au 34, de Philippe David, escenografía con Jacques Legré, Teatro de la Huchette
- 1987 : Sports et divertissements, a partir de Erik Satie, escenografía con Jacques Legré, Teatro de la Huchette
- 1988 : Tokyo, de Jean Pérol, Teatro de la Huchette
- 1989 : Les Mystères de la Révolution, de Roger Défossez, Teatro de la Huchette
- 1989 : L'Impromptu du Palais-Royal, de Jean Cocteau, Teatro de la Huchette
- 1990 : Diablogues de sourds, de Roland Dubillard, escenografía con Jacques Legré, Teatro de la Huchette
- 1991 : Les Nuits de Terayama, de Nicolas Bataille a partir de Terayama Shūji, Teatro de la Huchette
- 1992 : Lautrec sur la butte, de Ornella Volta y Nicolas Bataille, Teatro de la Huchette
- 1994 : Hollywood Ciné Flash, de Rog Lewis Battelni, Teatro de la Huchette
- 1997 : Viva Maïakovski, de Nicolas Bataille, Teatro de la Huchette
- 1999 : L’Heure verte, de Roger Défossez, Teatro de la Huchette
- 2000 : En route vers le Tokaïdo, de Nicolas Bataille a partir de Jippensha Ikku, Teatro de la Huchette
- 2001 : Les Plaisirs scélérats de la vieillesse, de Michel Philip, Teatro de la Huchette
- 2003 : Kidnappée !, de Jean Renault, Teatro de la Huchette
- 2005 : La Controverse du hublot de Bâbord, de Robert Georges E. Emion, Teatro de la Huchette

## Filmografía

### Cine
- 1943 : La Grande Marnière, de Jean de Marguenat
- 1943 : Les Enfants du paradis, de Marcel Carné
- 1943 : Je suis avec toi, de Henri Decoin
- 1945 : Le Jugement dernier, de René Chanas
- 1947 : Nuit sans fin, de Jacques Séverac
- 1948 : L'Aigle à deux têtes, de Jean Cocteau
- 1948 : La Renégate, de Jacques Séverac
- 1951 : Sous le ciel de Paris, de Julien Duvivier
- 1956 : Crime et Châtiment, de Georges Lampin
- 1957 : Passeport pour un entr'acte, de Jean-Paul Rappeneau
- 1958 : Ascensor para el cadalso, de Louis Malle
- 1958 : Mi tío, de Jacques Tati
- 1960 : Normandie-Niémen, de Jean Dréville
- 1960 : Zazie dans le métro, de Louis Malle
- 1962 : Vie privée, de Louis Malle
- 1964 : Aurélia, de Anne Dastrée
- 1966 : La Cantatrice chauve, de Jean Ravel
- 1966 : Lettre à Marita, de Edmond Caprasse
- 1967 : Contacts, de Dolorès Grassian
- 1970 : Kenju giga, de Kihachirō Kawamoto
- 2006 : Nathalie Nattier (la plus belle fille du monde), de Armel de Lorme y Gauthier Fages de Bouteiller
- 2007 : 72/50, de Armel de Lorme y Gauthier Fages de Bouteiller

### Televisión
- 1965 : Le Coup de pistolet, de Willy Holt
- 1972 : Joyeux Chagrins, de François Gir
- 1983 : La Route inconnue, de Jean Dewever